# Storkøbenhavn
Storkøbenhavn, literalment "Gran Copenhaguen" en danès, és el nom de l'àrea metropolitana de Copenhaguen, capital de Dinamarca, formada per la mateixa ciutat de Copenhaguen, la ciutat de Frederiksberg, l'Amt de Copenhaguen i alguns petits municipis del voltant, i que sumava aproximadament 1.800.000 habitants l'any 2006.